# چچه ویدال
چچه ویدال (اسپانیایی: Cheche Vidal‎؛ زادهٔ ۲۹ مهٔ ۱۹۵۹) بازیکن فوتبال اهل ونزوئلا بود.
از باشگاه‌هایی که در آن بازی کرده‌است می‌توان به اشاره کرد.
وی همچنین در تیم ملی فوتبال ونزوئلا بازی کرده‌است.